# Покровская (Вологодская область)
Покро́вская — деревня в Вожегодском районе Вологодской области.
Входит в состав Бекетовского сельского поселения (с 1 января 2006 года по 9 апреля 2009 года входила в Пунемское сельское поселение), с точки зрения административно-территориального деления — в Пунемский сельсовет.
Расстояние по автодороге до районного центра Вожеги — 80 км, до центра муниципального образования Бекетовской — 1 км. Ближайшие населённые пункты — Никульская, Тигино, Кропуфинская, Андреевская, Воскресенское, Зуево, Курицино, Конечная, Филатовская.
По переписи 2002 года население — 39 человек (18 мужчин, 21 женщина). Всё население — русские.